# Estación Clodomira
Clodomira es una estación de ferrocarril del Ferrocarril General Belgrano de la red ferroviaria argentina, en el ramal que une las estaciones Santa Fe y La Quiaca en Argentina. Desde aquí partía un ramal hacia la ciudad de Santiago del Estero, hoy sin operaciones.
Se encuentra en la localidad de Clodomira, Provincia de Santiago del Estero.

## Servicios
No presta servicios de pasajeros ni de cargas. Sus vías e instalaciones están a cargo de la empresa estatal Trenes Argentinos Cargas.